# Саутглен (Колорадо)
Саутглен (енгл. Southglenn) град је у америчкој савезној држави Колорадо.

## Демографија
По попису из 2000. године број становника је 43.520.
| Група             | 2000.          | 2010.    |
| Белци             | 39.972 (91,8%) | 0 (0,0%) |
| Афроамериканци    | 345 (0,8%)     | 0 (0,0%) |
| Азијати           | 796 (1,8%)     | 0 (0,0%) |
| Хиспаноамериканци | 1.758 (4,0%)   | 0 (0,0%) |
| Укупно            | 43.520         | 0        |